# 第14回全米映画俳優組合賞
14th SAG Awards

2008年1月27日
キャスト賞 - 映画: 

ノーカントリー
キャスト賞 - ドラマシリーズ: 

ザ・ソプラノズ 哀愁のマフィア

キャスト賞 - コメディシリーズ: 

The Office
第14回全米映画俳優組合賞は、2007年に活躍した映画及びテレビの俳優を対象としており、2008年1月27日にカリフォルニア州ロサンゼルスのシュライン・エキスポ・センターで授賞式が開催された。中継はターナー・ネットワーク・テレビジョンがTBS行った。
候補者は2007年12月20日にジーン・トリプルホーンとテレンス・ハワードによってロサンゼルスのパシフィック・デザイン・センターのシルバー・スクリーン・シアターで発表された。
最多候補となった映画作品は『イントゥ・ザ・ワイルド』の4つで、個人演技賞で3つ、アンサンブル演技賞で1つである。また、最多候補となったテレビ番組は『ザ・ソプラノズ 哀愁のマフィア』、『30 ROCK/サーティー・ロック』、『アグリー・ベティ』の3作品である。
今回より新たにスタントアンサンブル賞がテレビと映画それぞれに設置された。
生涯功労賞はチャールズ・ダーニングが受賞し、デニス・リアリーとバート・レイノルズによって贈られた。

## 候補者及び受賞者一覧

### 映画

#### 主演男優賞
- ダニエル・デイ＝ルイス - 『ゼア・ウィル・ビー・ブラッド』 - ダニエル・プレインビュー役[3]
  - ジョージ・クルーニー - 『フィクサー』 - マイケル・クレイトン役
  - ライアン・ゴズリング - 『ラースと、その彼女』 - ラース・リンドストロム役
  - エミール・ハーシュ - 『イントゥ・ザ・ワイルド』 - クリストファー・マッカンドレス役
  - ヴィゴ・モーテンセン - 『イースタン・プロミス』 - ニコライ・ルージン役

#### 主演女優賞
- ジュリー・クリスティ - 『アウェイ・フロム・ハー君を想う』 -  フィオーナ・アンダーソン役
  - ケイト・ブランシェット - 『エリザベス:ゴールデン・エイジ』 - エリザベス女王役
  - マリオン・コティヤール - 『エディット・ピアフ〜愛の讃歌〜』 - エディット・ピアフ役
  - アンジェリーナ・ジョリー - 『マイティ・ハート/愛と絆』 - マリアンヌ・パール役
  - エリオット・ペイジ - 『JUNO/ジュノ』 - ジュノ役

#### 助演男優賞
- ハビエル・バルデム - 『ノーカントリー』 - アントン・シガー役
  - ケイシー・アフレック - 『ジェシー・ジェームズの暗殺』 - ロバート・フォード役
  - ハル・ホルブルック - 『イントゥ・ザ・ワイルド』 - ロン・フランツ役
  - トミー・リー・ジョーンズ - 『ノーカントリー』 - エド・トム・ベル役
  - トム・ウィルキンソン - 『フィクサー』 - アーサー・イーデンス役

#### 助演女優賞
- ルビー・ディー - 『アメリカン・ギャングスター』 - ヒューイ・ルーカス役
  - ケイト・ブランシェット - 『アイム・ノット・ゼア』 - ジュード・クイン役
  - キャサリン・キーナー - 『イントゥ・ザ・ワイルド』 - ジャン・バレス役
  - エイミー・ライアン - 『ゴーン・ベイビー・ゴーン』 - ヘリーン・マックリーディ役
  - ティルダ・スウィントン - 『フィクサー』 - カレン・クラウダー役

#### キャスト賞
- 『ノーカントリー』
ハビエル・バルデム
ギャレット・ディラハント
ウディ・ハレルソン
ケリー・マクドナルド
テス・ハーパー
トミー・リー・ジョーンズ
ジョシュ・ブローリン
  - 『3時10分、決断のとき』
  - 『アメリカン・ギャングスター』
  - 『ヘアスプレー』
  - 『イントゥ・ザ・ワイルド』

#### スタントアンサンブル賞
- 『ボーン・アルティメイタム』
  - 『300 〈スリーハンドレッド〉』
  - 『アイ・アム・レジェンド』
  - 『キングダム/見えざる敵』
  - 『パイレーツ・オブ・カリビアン/ワールド・エンド』

### テレビ

#### 男優賞（テレビ映画・ミニシリーズ）
- ケヴィン・クライン - As You Like It - ジャック役
  - マイケル・キートン - 『CIA/ザ・カンパニー』 - ジェームズ・ジーザス・アングルトン/マザー役
  - オリヴァー・プラット - The Bronx is Burning - ジョージ・スタインブレナー役
  - サム・シェパード - Ruffian - フランク・ホワイトリー役
  - ジョン・タトゥーロ - The Bronx is Burning - ビリー・マーティン役

#### 女優賞（テレビ映画・ミニシリーズ）
- クィーン・ラティファ - Life Support - アナ・ウォレス役 
  - エレン・バースティン - Mitch Albom’s For One More Day - ポーリーヌ・"ポージー"・ベネット役
  - デブラ・メッシング - 『スターター・ワイフ』 - モリー・ケイガン役
  - アンナ・パキン - Bury My Heart at Wounded Knee - エレイン・グッデール役
  - ヴァネッサ・レッドグレイヴ - The Fever - 女性役
  - ジーナ・ローランズ - 『神さまは太陽のあたたかさ』 - メリッサ・アイゼンブルーム役

#### 男優賞（ドラマシリーズ）
- ジェームズ・ガンドルフィーニ - 『ザ・ソプラノズ 哀愁のマフィア』 - トニー・ソプラノ役
  - マイケル・C・ホール - 『デクスター 警察官は殺人鬼』 - デクスター・モーガン役
  - ジョン・ハム - 『マッドメン』 - ドン・デレイパー役
  - ヒュー・ローリー - 『Dr.HOUSE』 - グレゴリー・ハウス役
  - ジェームズ・スペイダー - 『ボストン・リーガル』 - アラン・ショア役

#### 女優賞（ドラマシリーズ）
- イーディ・ファルコ - 『ザ・ソプラノズ 哀愁のマフィア』 - カーメラ・ソプラノ役
  - グレン・クローズ - 『ダメージ』 - パティ・ヒューズ役
  - サリー・フィールド - 『ブラザーズ&シスターズ』 - ノラ・ウォーカー役
  - ホリー・ハンター - 『女捜査官グレイス 〜 天使の保護観察中』 - グレイス・ハナダルコ役
  - キーラ・セジウィック - 『クローザー』 - ブレンダ・リー・ジョンソン役

#### 男優賞（コメディシリーズ）
- アレック・ボールドウィン - 『30 ROCK/サーティー・ロック』 - ジャック・ドナギー役
  - スティーヴ・カレル - The Office - マイケル・スコット役
  - リッキー・ジャーヴェイス - 『エキストラ:スターに近づけ!』 - アンディ・ミルマン役
  - ジェレミー・ピヴェン - 『アントラージュ★オレたちのハリウッド』 - アリ・ゴールド役
  - トニー・シャルーブ - 『名探偵モンク』 - エイドリアン・モンク役

#### 女優賞（コメディ・シリーズ）
- ティナ・フェイ - 『30 ROCK/サーティー・ロック』 - リズ・レモン役
  - クリスティナ・アップルゲイト - 『サマンサ Who?』 - サマンサ・ニューリー役
  - アメリカ・フェレーラ - 『アグリー・ベティ』 - ベティ・スアレス役
  - メアリー＝ルイーズ・パーカー - 『Weeds ママの秘密』 - ナンシー・ボトウィン役
  - ヴァネッサ・ウィリアムス - 『アグリー・ベティ』 - ウィルミナ・スレイター役

#### アンサンブル賞（ドラマシリーズ）
- 『ザ・ソプラノズ 哀愁のマフィア』
グレゴリー・アントナッチ
ロレイン・ブラッコ
イーディ・ファルコ
ジェームズ・ガンドルフィーニ
ダン・グリマルディ
ロバート・アイラー
マイケル・インペリオリ
アーサー・ナスカレッラ
スティーヴン・R・シリッパ
マット・セルヴィット
ジェイミー＝リン・シグラー
トニー・シリコ
アイダ・タートゥーロ
スティーヴン・ヴァン・ザント
フランク・ヴィンセント
  - 『ボストン・リーガル』
  - 『クローザー』
  - 『グレイズ・アナトミー 恋の解剖学』
  - 『マッドメン』

#### アンサンブル賞（コメディシリーズ）
- 『ザ・オフィス』
レスリー・デヴィッド・ベイカー
ブライアン・バウムガートナー
スティーヴ・カレル
デヴィッド・デンマン
ジェンナ・フィッシャー
ケイト・フラナリー
メロラ・ハーディン
ミンディ・カリング
アンジェラ・キンゼイ
ジョン・クラシンスキー
ポール・リーベルシュタイン
B・J・ノヴァク
オスカー・ヌネズ
フィリス・スミス
レイン・ウィルソン
  - 『アグリー・ベティ』
  - 『30 ROCK/サーティー・ロック』
  - 『デスパレートな妻たち』
  - 『アントラージュ★オレたちのハリウッド』

#### スタント・アンサンブル賞
- 『24 -TWENTY FOUR-』
  - 『HEROES』
  - 『LOST』
  - 『ROME［ローマ］』
  - 『ザ・ユニット 米軍極秘部隊』

### 生涯功労賞
- チャールズ・ダーニング

## メモリアル
デニス・リアリーが2007年に亡くなった組合員をモンタージュ形式で紹介した。以下はアルファベット順である。
| - マーヴ・グリフィン - チャールズ・ネルソン・ライリー - バーバラ・マクネア - ブラッド・レンフロ - ジャネット・ブレア - アラン・メルヴィン - ロイス・ネットルトン - ティジ・アンドリュース - ミヨシ・ウメキ - ジョージ・グリザード - パーシー・ロドリゲス - ロン・ケアリー - チャールズ・レイン - ジョーイ・ビショップ - ロスコー・リー・ブラウン - フロイド・ウェスターマン - ジョニー・グラント - アリス・ゴーストリー - キティ・カーライル - ジェームズ・T・キャラハン - ロバート・グーレ - ラレイン・デイ | - マイケル・キッド - マルセル・マルソー - アリス・バックス - リー・ベルジュ - グレッチェン・ワイラー - イアン・リチャードソン - ディック・ウイルソン - バリー・ネルソン - ビヴァリー・シルズ - ダブス・グリア - スザンヌ・プレシェット - トム・ポストン - ジャック・ウィリアムズ - ルチアーノ・パヴァロッティ - ジェーン・ワイマン - ベティ・ハットン - デボラ・カー - ヒース・レジャー |

## 複数候補作品

### 映画
4
- 『イントゥ・ザ・ワイルド』

3
- 『フィクサー』
- 『ノーカントリー』

2
- 『アメリカン・ギャングスター』

### テレビ
3
- 『ザ・ソプラノズ 哀愁のマフィア』
- 『30 ROCK/サーティー・ロック』
- 『アグリー・ベティ』

2
- 『マッドメン』
- 『ボストン・リーガル』
- 『クローザー』
- The Office
- 『アントラージュ★オレたちのハリウッド』

## 受賞数統計

### 映画
- 2/3: 『ノーカントリー』
- 1/2: 『アメリカン・ギャングスター』
- 1/1: 『ゼア・ウィル・ビー・ブラッド』
- 1/1: 『アウェイ・フロム・ハー君を想う』

### テレビ
- 3/3: 『ザ・ソプラノズ 哀愁のマフィア』
- 2/3: 『30 ROCK/サーティー・ロック』
- 1/2: The Office
- 1/1: 『24 -TWENTY FOUR-』